# Otocepheus lienhardorum
Otocepheus lienhardorum är en kvalsterart som beskrevs av Sandór Mahunka 2000. Otocepheus lienhardorum ingår i släktet Otocepheus och familjen Otocepheidae. Inga underarter finns listade i Catalogue of Life.